# Bistum Yinchuan
Das Bistum Yinchuan (lat.: Dioecesis Nimsciianus) ist ein römisch-katholisches Bistum mit Sitz in Yinchuan in der Volksrepublik China.

## Geschichte
Papst Pius XI. gründete mit dem Breve Christiani gregis das Apostolische Vikariat Ninghsia am 14. März 1922 aus Gebietsabtretungen des Apostolischen Vikariats Südwest-Mongolei. Mit der Apostolischen Konstitution Quotidie Nos wurde es am 11. April 1946 zum Bistum erhoben. 
John Baptist Liu Jingshan war von 1984 bis 2009 der Bischof der Chinesischen Katholisch-Patriotischen Vereinigung der Diözese. Joseph Li Jing, mit Zustimmung des Heiligen Stuhls, wurde am 21. Dezember 2007 zum Koadjutorbischof ernannt und folgte 2009 seinem Vorgänger im Amt.

## Ordinarien

### Apostolische Vikare von Ninghsia
- Godefroy Frederix C.I.C.M. (14. März 1922 – 21. März 1930)
- Gaspare Schotte CICM (14. Dezember 1931 – 13. Januar 1944)
- Charles Joseph van Melckebeke CICM (14. März 1946 – 11. April 1946)

### Bischöfe von Yinchuan
- Charles Joseph van Melckebeke CICM (11. April 1946 – 26. August 1980)
- Joseph Ma Zhongmu (1983–2005)[1]
- John Jiang Liren (1989 – 2000)
- Joseph Li Jing (seit 2008)